# أندي شميدت
بيتر أندروز «آندي» شميت محرر وكاتب أمريكي هزلي. وهو معروف بعمله في مارفل وهو الآن يحرر ويكتب في شركات أخرى.

## المسيرة المهنية
في Marvel Schmidt كان محررًا مشاركًا وعمل بشكل أساسي على مجموعة عناوين "Marvel Heroes" مع توم بريفورت. في عام 2006، أشرف على قصة «الإبادة»، وهو حدث كبير يشمل مجموعة من شخصيات مارفل الكونية.  
في يونيو 2008، أُعلن ان شميدت غادر مارفل وذهب للعمل في IDW Publishing ، وتحرير Star Trek  وإحياء عرض GI Joe. وقد قام أيضًا بالكتابة المصورة، حيث كانت سلسلته الأولى تشالنجر ديب في استديوهات بوم،  مع إعلان كوميدي مُعلن عنه يتألف من ثلاثة أعداد لستار تريك الثاني: غضب خان. 
يعمل في Comics Experience ، وهي مدرسة مخصصة لتدريس الكتاب والفنانين الهزليين. 
في فبراير 2020، أُعلن أن شميت سيكتب نصوص الجيل الأول: عصر الألغاز ل DC Comics.

## أعماله
- الحرب السرية # 1-5 (مارفل، 2004-2005)
- حدث الإبادة (مارفل، 2005-2006):
  - Drax the Destroyer (2005) # 1-4
  - نوفا (2006) # 1-4
  - رونان Accuser (2006) # 1-4
  - سيلفر سيرفر (2006) # 1-4
  - سوبر Skrull (2006) # 1-4
  - الإبادة # 1-6 (2006)
- السيدة مارفل (مارفل، 2006) # 1
- Star Trek: الجيل التالي: الجيل الأخير (IDW Publishing ، 2008)
- ستار تريك: العد التنازلي (IDW Publishing ، 2009)

### كاريكاتيرات
- «Cyclops and Wolverine» (مع فن ماركو توريني، في Marvel Comics Presents # 8، Marvel ، 2008)
- «الحفرة» (مع Frazer Irving ، في X-Men: Divided We Stand # 2، Marvel ، يوليو 2008)
- «لماذا يجب أن تكون العناكب؟» (مع أقلام الرصاص بواسطة Joe Lalich والأحبار بواسطة John Czop ، في Creature Features # 1، بواسطة Th3rd World Studios ، 2008) [14]
- تشالنجر ديب (المفهوم من قبل أندرو كوسبي، مع الفن من تشى، سلسلة صغيرة من 4 أعداد، بوم! استوديوهات، 2008)
- ستار تريك 2: غضب خان (مع فن تشي، آي دي دبليو للنشر، 2009)
- خمسة أيام للموت (الفن من قبل Chee ، 5 أعداد مصغرة من السلسلة، IDW Publishing ، 2010)

### كتب
- دليل المطلعين على إنشاء الروايات المصورة والرسوم المصورة (176 صفحة، الأثر، فبراير 2009، (ردمك 1-60061-022-6))